# Avga nixoni
Avga nixoni är en stekelart som beskrevs av Subba Rao och Sharma 1966. Avga nixoni ingår i släktet Avga och familjen bracksteklar. Inga underarter finns listade.